# کاسکازیکا

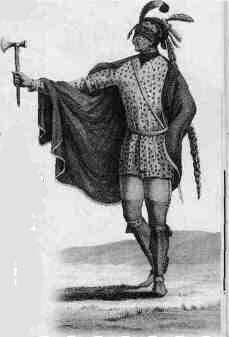
ایلینوی هندی از قبیله Kaskaskia ، حکاکی حکاکی شده براساس نقاشی توسط ژنرال ژرژ-هنری-ویکتور کلوت، 1796

کاسکازیکا یکی از مردمان بومی مناطق Woodlands شمال شرقی بود. آنها یکی از ده‌ها قبیله شناختی بودند که کنفدراسیون ایلینویک را تشکیل می‌دادند، همچنین به نام کنفدراسیون ایلینویز. وطن دیرینه آنها در منطقه دریاچه‌های بزرگ بود. طبق گزارش‌ها، اولین تماس آنها با اروپایی‌ها در نزدیکی گرین خلیج امروزی ، ویسکانسین، در سال ۱۶۶۷ در یک ایستگاه مأموریت جیسویت رخ داده است.

## تاریخچه پسا مدرن
در ۱۶۷۳، یسوعیون پدر ژاک مارکت و فرانسوی کانادایی اکسپلورر لوئیس Jolliet اولین گروه اروپاییی شناخته شده به داشتن نوادگان شد رودخانه می‌سی‌سی‌پی. سابقه سفر آنها سریعترین و بهترین سابقه ارتباط بین اروپایی‌ها و سرخپوستان ایلینویز است. Marquette و Jolliet، به همراه پنج مرد دیگر، در تاریخ ۱۷ ماه ششم میلادی رسالت St. Ignace را در Michilimackinac در دو قوطی پوست درخت ترک کردند و برای رسیدن به رودخانه می‌سی‌سی‌پی، آنها از طریق دریاچه میشیگان به سمت Green Bay، تا رودخانه فاکس و پایین رودخانه ویسکانسین حرکت کردند. . نزولی می‌سی‌سی‌پی، در ماه ژوئن، آنها ملاقات پیوریا و Moingwena گروه‌های موسیقی ایلینویز در هاس / هاگرمن سایت نزدیک دهان از دس Moines رودخانه در کلارک کانتی، در شمال شرقی میسوری. آنها وقتی به آرکانزاس امروزی رسیدند، با گروه دیگری از ایلینویز به نام میشیگامه آشنا شدند.

## ریشه یابی لغات
این نام برگرفته، Kaskaskia از قدیمی میامی ایلینوی کلمه برای حشره راست بال، آوایی kaaskaaskia. این نام بعدها در گویشهای مدرن پوریا و میامی به عنوان kaahkaahkia. این در حال حاضر در فرهنگ لغت ایلینویز اوایل قرن هجدهم Gravier دیده می‌شود، جایی که برای کلمه <caskaskia>، "cigale. آیتم ملت Ilinoise , Les Kaskaskias می‌دهد.

## امروزه
فرزندان Kaskaskia، همراه با Wea برای و Piankeshaw، در ثبت نام پیوریا قبیله سرخپوستان اوکلاهما، یک قبیله فدرال به رسمیت شناخته در اوکلاهما.